# Paragaleodes tunetanus
Espèce
Paragaleodes tunetanus est une espèce de solifuges de la famille des Galeodidae.

## Distribution
Cette espèce est endémique de Tunisie.

## Publication originale
- (de) Karl Matthias Friedrich Magnus Kraepelin, « Zur Systematik der Solifugen », Mitteilungen aus dem Naturhistorischen Museum in Hamburg, vol. 16,‎ 1899, p. 195–259 (lire en ligne, consulté le 6 avril 2021).